# 阿尔伯特·考尔斯
阿尔伯特·埃內斯托维奇·考尔斯（俄语：Альберт Эрнестович Каулс；1938年10月15日—2008年9月24日），拉脱维亚人，拉脱维亚农业部长，苏联总统米哈伊尔·谢尔盖耶维奇·戈尔巴乔夫的顾问。